# Zenza Raggi
 (juin 2013).
Si vous disposez d'ouvrages ou d'articles de référence ou si vous connaissez des sites web de qualité traitant du thème abordé ici, merci de compléter l'article en donnant les références utiles à sa vérifiabilité et en les liant à la section « Notes et références ».
Pour les articles homonymes, voir Raggi.
Zenza Raggi de son vrai nom Karim Sabaheddine, né le 24 octobre 1970 à Casablanca, est un acteur pornographique marocain naturalisé allemand.

## Biographie
Il débute dans le « X » en 1991, devenant un « hardeur » confirmé et reconnu à partir de 1994. Avec des dizaines de films à son actif, il tourne beaucoup en France, en Italie, en Allemagne, en Hongrie., jusqu'aux États-Unis ainsi qu'en Asie, travaillant pour les plus grands réalisateurs du genre comme l'Italien Joe D'Amato, ou plus récemment, le Français Christophe Clark et Rocco Siffredi.
Il a un petit rôle dans le film de Virginie Despentes, Baise-moi, sorti en 2000, où il côtoie notamment les « hardeurs » français, Titof, Ian Scott, HPG, Rodolphe Antrim, ainsi que Karen Bach et Raffaëla Anderson.
Le 12 janvier 2008, à Las Vegas, il est nommé pour les AVN Awards 2008, l'équivalent du Hot d'or, dans la catégorie « Male Foreign Performer of the Year ».
Arrêté en 2011, il est condamné le 15 juin 2013 en Équateur à 8 ans de prison pour détention d'un kilo de cocaïne dans ses bagages et 50 grammes dans son estomac,[source insuffisante].

## Récompenses et nominations
- 2009 : AVN Award nommé "Male Foreign Performer of the Year"
- 2009 : AVN Award nommé "Best Threeway Sex Scene — Caroline Jones and the Broken Covenant"